# Glodeanu-Siliștea
Glodeanu-Siliştea é uma comuna romena localizada no distrito de Buzău, na região de Valáquia. A comuna possui uma área de 99.37 km² e sua população era de 4161 habitantes segundo o censo de 2007.